# Салас Барбадилло, Алонсо Херонимо де
Алонсо Херонимо де Салас Барбадилло (Барбадильо) (исп. Alonso Jerónimo de Salas Barbadillo; 29 июля 1581, Мадрид — 10 июля 1635, там же) — испанский поэт, писатель

 и драматург периода Золотого века Испании.

## Биография
Образование получил в Алькала-де-Энарес (1598-1599) и Вальядолиде (1601). Изучал каноническое право и философию.
Дебютировал в 1609 году, издав первое сочинение «La Patrona de Madrid restituida», религиозное стихотворение, которое стало прелюдией к «La Hija de Celestina» (1612), в жанре плутовских романов, переизданных под названием «La Ingeniosa Elena».
Друг Педро Линьяна де Риаса и Сервантеса, подражая которому, написал ряд подобных произведений, в том числе пьес, лучшими из которых являются:
- «La Ingeniosa Helena» (1612),
- «El Cavallero puntual» (1614),
- «La Casa de placer honesto» (1620),
- «La Garduna de Sevilla»,
- «El Sutil Cordoves»,
- «Don Diego de Noche» (1623),
- «El Curioso y fabio Alexandro» (1634), а также несколько комедий и стихотворений, вошедших в сборник «Coronas del Parnasso» (1635).

Автор 329 эпиграмм. В числе произведений драматургии «Las aventureras de la Corte» и «El Prado de Madrid».
Умер в бедности в Мадриде 10 июля 1635 года.